# Taznakht
Taznakht (àrab: تازناخت, Tāznāẖt; amazic estàndard marroquí: ⵜⴰⵣⵏⴰⵅⵜ, Taznaxt) és un municipi de la província de Ouarzazate, a la regió de Drâa-Tafilalet, al Marroc, a la carretera entre Ouarzazate i Agadir. Segons el cens de 2014 tenia una població total de 7.281 persones. No s'ha de confondre amb Tazenakht, una vila vora Rachidia, uns 400 km més al nord-est.